# 懸鉤子新皮粉蝨
懸鉤子新皮粉蝨（学名：Neopealius rubi）为粉蝨科子新皮粉蝨屬下的一个种。